# Miguel Montes
Miguel Montes (Sensuntepeque, 12 febbraio 1980) è un ex calciatore salvadoregno, di ruolo portiere.
È stato coinvolto nello Scandalo delle partite vendute della Nazionale di calcio di El Salvador.